# Arika
K.K. Arika (japanisch 株式会社アリカ Kabushiki-gaisha Arika, englisch Arika Co., Ltd.) ist ein japanischer Entwickler und Publisher von Computerspielen. Er wurde am 1. November 1995 von Capcom-Mitarbeitern als K.K. ARMtech (株式会社アームテック Kabushiki-gaisha Āmutekku) gegründet und später in Arika umbenannt. Der Name des Unternehmens ist angelehnt an den Gründer, Akira Nishitani, der mit Akira Yasuda zusammen Street Fighter II entwickelt hat, nur umgekehrt. Arikas erstes Arcade-Spiel war Street Fighter EX. 2018 veröffentlichte Arika einen geistigen Nachfolger zu Street Fighter EX und Fighting Layer unter dem Namen Fighting EX Layer. 2019 entwickelte das Unternehmen Tetris 99 für Nintendo.
Das Entwicklerstudio ist besonders bekannt für Tetris: The Grand Master, eine Serie von Computerspielen.

## Entwickelte Spiele
- Street Fighter EX (1996, Arcade)
- Street Fighter EX Plus (1997, Arcade)
- Street Fighter EX Plus α (1997, PlayStation)
- Street Fighter EX2 (1998, Arcade)
- Tetris: The Grand Master (1998, Arcade)
- Fighting Layer (1998, Arcade)
- Street Fighter EX2 Plus (1999, Arcade)
- Street Fighter EX3 (2000, PlayStation 2)
- Tetris: The Grand Master 2 - The Absolute (2000, Arcade)
- Tetris with Cardcaptor Sakura Eternal Heart (2000, PlayStation 1)
- Everblue (2001, PlayStation 2)
- Technictix (テクニクティクス Tekunikutikusu; 2001, PlayStation 2)
- Technic Beat (2002, Arcade)
- Everblue 2 (2002, PlayStation 2)
- DoDonPachi Dai Ou Jou (2003, PlayStation 2)
- Mega Man Network Transmission (2003, Nintendo GameCube)
- The Nightmare of Druaga: Fushigi no Dungeon (2004, PlayStation 2)
- Tetris: The Grand Master 3 - Terror Instinct (2005, Arcade)
- Super Dragon Ball Z (2005, Arcade & PlayStation 2)
- Tetris: The Grand Master Ace (2005, Xbox 360)
- Tsubasa Chronicle (2005, Nintendo DS)
- Jewelry Master (2006–2007, Windows)
- Endless Ocean (2007, Wii)
- Ketsui Death Label (2008, Nintendo DS)
- Dr. Mario Online Rx (2008, Wii durch WiiWare)
- Dr. Mario Express (2008, Nintendo DSi durch DSiWare)
- Jewelry Master Twinkle (2009, Xbox 360 durch Xbox Live Indie Games)
- Aa Mujō Setsuna/Metal Torrent (2009/2010, Nintendo DSi via DSiWare)
- Endless Ocean 2: Adventures of the Deep (2009/2010, Wii)
- Jewelry Master Twinkle Light (2010, Xbox 360 via Xbox Live Indie Games)
- Bust-A-Move Universe (2011, Nintendo 3DS)
- AR Games (2011, Nintendo 3DS mit der Konsole geliefert)
- 3D Classics Excitebike (2011, Nintendo 3DS via Nintendo 3DS eShop)
- 3D Classics Xevious (2011, Nintendo 3DS via Nintendo 3DS eShop)
- 3D Classics Urban Champion (2011, Nintendo 3DS via Nintendo 3DS eShop)
- 3D Classics Twinbee (2011, Nintendo 3DS via Nintendo 3DS eShop)
- 3D Classics Kirby Adventure (2011, Nintendo 3DS via Nintendo 3DS eShop)
- 3D Classics Kid Icarus (2012, Nintendo 3DS via Nintendo 3DS eShop)
- Tekken 3D: Prime Edition (2012, Nintendo 3DS)
- Teddy Together (2013, Nintendo 3DS. Bandai-Namco)
- Dr. Luigi (2013, Wii U via Wii eShop)
- Dr. Mario: Miracle Cure (2015, Nintendo 3DS via Nintendo eShop)
- Fighting EX Layer (2018, PlayStation 4, Windows)
- Tetris 99 (2019, Nintendo Switch via Nintendo eShop, auch als Einzelhandelsversion)
- Super Mario Bros. 35 (2020, Nintendo Switch via Nintendo eShop)